# Escudo del Meta
El Escudo del Meta es el principal emblema y uno de los símbolos oficiales del departamento colombiano del Meta. El sello fue creado por Baronio Rojas y aceptado oficialmente por la Intendencia Nacional del Meta por medio del decreto 164 de 1956. Con motivo del ascenso de la intendencia a departamento, fue dictado el decreto 389 de 5 de diciembre de 1960 por el cual se adoptó como insignia oficial del departamento. fue adoptado el 2 de julio de 1970,costa 17 franjas,de color verde y 8 de color blanco

## Blasonado
Escudo de forma francesa, representando en su interior un paisaje llanero, con un sol poniente sobre tierra verdes y un río azul, que se dirige al horizonte. Sobre el sol una cabeza de ganado sumada de un monograma compuesto por las letras D y M. En la parte inferior una cadena rota en sable. Como soportes del escudo se ubican dos centauros a ambos lados del mismo, el de la derecha lleva en su mano un asta con la bandera del departamento y el de la izquierda un asta con la bandera nacional.

## Diseño y significado de los elementos
El escudo consta de un campo donde se representa un paisaje típico del llano, en el cual se encuentra un sol poniente y un río que se dirige al horizonte. Simboliza la belleza de la tierra llanera.
Arriba del paisaje se ubica un monograma compuesto por las letras “DM” que significan “Departamento del Meta”, y una cabeza de ganado en representación de la principal actividad económica de la región. En la parte inferior se encuentra una cadena rota de color negro, que simboliza la lucha del pueblo llanero en la gesta libertadora.
Como soportes del escudo se ubican dos centauros a ambos lados del mismo, el de la derecha lleva en su mano un asta con la bandera del departamento y el de la izquierda un asta con la bandera nacional. Dichos seres mitológicos representan a los valientes lanceros llaneros que participaron en las batallas de la guerra de independencia de Colombia.